# مسجد محمد الفاتح (قلقيلية)
يقع مسجد محمد الفاتح في في منطقة صوفين في شرق مدينة قلقيلية الواقعة في شمال الضفة الغربية بفلسطين المحتلة، ويعتبر هذا المسجد واجهة مدينة قلقيلية كونه يقع في المدخل الرئيس للمدينة.

## المسجد
هو مسجد يقع في منطقة صوفين في مدينة قلقيلية في فلسطين وهو مسجد مصمم على الطريق العثمانية القديمة، ولذلك سمي بهذا الاسم، وكما يعد هذا المسجد الأول من نوعه في محافظات الضفة الغربية من حيث تصميمه البنائي، وبما انه سمي باسم السلطان الفاتح، فقد وضع على جداريته الخارجية الحديث النبوي الشريف الذي يبشر بفتح السلطان الفاتح القسطنطينية والذي يقول (لتفتحن القسطنطينية فلنعم الأمير اميرها ولنعم الجيش ذلك الجيش).
يتكون المسجد من طابقين تعلوهما ماذنتين وقبة ذهبية.
يتميز موقع المسجد على انه يقع في مدخل مدينة قلقيلية الذي يهتم به مجلس بلدية المدينة بشكل كبير جدا فالمسجد اعطى مدخل المدينة جمالا ورونقا اضافيا، ورمزا إلى الحضارة الإسلامية التي شهدتها فلسطين، ودلالة على دين المدينة الذي يشكل النسبة الأكبر بها من مجموع عدد السكان، وكما ذلك، اضاف المسجد طابعا سياحيا للمدينة حتى أصبح اشبه بالمزار، فلا غرابة ان من ياتي على قلقيلية الآن ينعم بمنظر المسجد الأجمل على الإطلاق في المحافظة.
سمي المسجد باسم السلطان محمد الفاتح نسبة إلى السلطان العثماني الذي فتح القسطنطينية، وقد ورد المدح لمن يفتح هذا البلد في حديث النبي صلى الله عليه وسلم «لتُفتَحن القسطنطينية فلَنعمَ الأمير أميرها ولنعم الجيش ذلك الجيش». وقد صمم منبر المسجد في هيئته ليشبه الخوذة التي كان يلبسها السلطان محمد الفاتح. يتكون مسجد السلطان محمد الفاتح من قاعة الصلاة الرئيسية، يعلوها قبة صفراء أكثر شبه بقبة الصخرة المشرفة، قطر قبة المسجد 12.20 متر، ويبلغ ارتفاع القبة عن ارض المسجد 21 متر. وقد صمم المسجد بالطراز السلطاني العثماني، ثماني الأضلاع ليكون الضلع الجنوبي باتجاه القبلة تماماً، والباب الرئيسي للمسجد من الجهة الشرقية. واضيف جزء فيه بطابق ثان (سدة) للصلاة من الجهة الشمالية. حيث تبلغ مساحة البناء للمسجد دون المرفقات له مثل المتوضأ والحمامات حوالي 654 متر مربع، اما المساحة الكلية 1000 متر مريع.
وقد ارفق المسجد بمتوضأ وحمامات من الجهة الشمالية تحت قبة صغيرة تحاكي قبة المسجد بالحسن والجمال وروعة المنظر، ويربطها بالمسجد رواق مصمم بالطراز التركي الشامي القديم.
ولمسجد السلطان محمد الفاتح مئذنتين تعلوانه من الجهة القبلية تحتضنان القبة الصفراء في صورة تعبر عن اصالة المسجد وعظمة بيوت الرحمن. حيث ترتفع كل مئذنة أكثر من 55 متر عن ارض المسجد، 43 متر من الحجر الأبيض، يتخللها صحن أو شرفة من الحجر المقوس، ويعلو كل مئذنة قبة اسطوانية تشع منها الأنوار، يقارب ارتفاعها 15 متر ليصبح ارتفاع كل مئذنة أكثر من 55 متر.